# Pierette Alarie
Pierette Marguerite Alarie (Montréal, 9 novembre 1921 – Victoria, 10 luglio 2011) è stata un soprano canadese.

## Biografia
Nata a Montréal nel 1921, Pierrette Alarie cominciò a studiare canto a nove anni e, mentre si perfezionava con Victor Issaurel, fece il suo debutto sulle scene nell'operetta Al cavallino bianco in cartellone a Les Variétés Lyriques nel 1938. Qui cantò anche nei ruoli di Barbarina ne Le nozze di Figaro (1943, diretta da Thomas Beecham), Marie ne La figlia del reggimento (1945), Mireille (1947), Rosina ne Il barbiere di Siviglia (1949) e Violetta ne La traviata. Grazie alla vittoria di una borsa di studio, poté completare gli studi al Curtis Institute of Music di Filadelfia, dove fu allieva di Elisabeth Schumann. Nel 1946 sposò il tenore franco-canadese Léopold Simoneau: i due condivisero spesso le scene, ebbero due figlie e rimasero insieme fino alla morte del cantante nel 2006.
Nel 1945 vinse il Metropolitan Opera Auditions of the Air e l'8 dicembre dello stesso anno esordì al Metropolitan Opera House come Oscar in Un ballo in maschera, diretta da Bruno Walter. Avrebbe cantato al Met per le tre stagioni successive e un totale di ventisei rappresentazioni, cantando nei ruoli di Ksenija in Boris Godunov, Olympia ne I racconti di Hoffmann e Blonde ne Il ratto dal serraglio.
Nel 1949 esordì al Théâtre national de l'Opéra-Comique come Olympia, tornandovi poi a cantare in molteplici occasioni, spesso accanto al marito. Rimase all'Opéra-Comique per diverse stagioni, cantando in ruoli da protagonista ne I pescatori di perle, Lakmé, Il barbiere di Siviglia, Rigoletto e Lucia di Lammermoor. Nel 1951 esordì ad Edimburgo con il Glyndebourne Festival Opera come Zerlina in Don Giovanni, rimpiazzando all'ultimo minuto il soprano  Genevieve Warner, sconvolta dopo una rapina. Nel 1953 fece il suo esordio al Festival d'Aix-en-Provence cantando le arie Chanson e Romance du comte Olinos, composte per lei da Werner Egk; del 1959, invece, è l'esordio al Festival di Salisburgo come Aminta ne La donna silenziosa, diretta da Karl Böhm
Nel 1961 vinse il Grand Prix du Disque per l'album Arias and Duets, registrato con il marito e l'Orchestra Filarmonica dei Paesi Bassi diretta da Walter Goehr. Nello stesso anno fu la protagonista nella prima nordamericana de La voce umana, trasmessa e realizzata da Radio-Canada. Dopo aver trascorso gli ultimi anni della sua carriera con la Canadian Opera Company e la Vancouver Opera, diede l'addio alle scene il 24 novembre 1970 con il Messiah di Händel nella natia Montréal. Nel 1994 ricevette un dottorato onorario dall'Università McGill, mentre nel 2003 fu insignita Governor General's Performing Arts Award per meriti artistici.
È morta nel 2011 all'età di 89 anni.